# Fik van Gestel
Fik van Gestel (Turnhout, 1951) is een Vlaams kunstschilder.

## Biografie
Van Gestel volgde les aan de Koninklijke Academie voor Schone Kunsten van Antwerpen bij onder anderen Rudolf Meerbergen en Vic Dolphyn. Hij was van 1985 tot 2012 docent schilderen aan de Sint-Lucashogeschool in Brussel.

## Kunst
Van Gestel werkt voornamelijk in acryl en waterverf. Zijn werk werd aanvankelijk gesitueerd binnen het neo-expressionisme, maar sinds de jaren '80 ontwikkelde hij zijn eigen stijl: die van colorist, balancerend op de grens tussen figuratie en abstractie.
Werk van hem bevindt zich in de collecties van onder andere M HKA in Antwerpen, Museum van Bommel van Dam in Venlo, de Europese Centrale Bank in Frankfurt, de Nationale Bank van België en het Vlaams Parlement.

## Tentoonstellingen
- 2015 - Jenkins Green – Galerie Zwart Huis, Knokke
- 2014 - Storm en stilte – De Warande, Turnhout
- 2013 - Fik van Gestel mixt kunst – Galerie Lucanu, Diest; Stadsmuseum de Hofstadt, Diest
- 2011 - Travelogue – Galerie PocketRoom, Antwerpen
- 2009 - Van S. naar S. – Galerie William Wauters, Oosteeklo
- 2007 - Coloured Water – Galerie SecondRoom, Brussel
- 2005 - Winterblues(em) – De Schrijnwerkerij, Geel
- 2002 - Fik van Gestel – De Doos (C.C.), Hasselt
- 2000 - Thuis II – Galerie di-art, Lokeren
- 1999 - Thuis – De Slijperij, Geel